# Charles-Marie Widor
Charles-Marie Widor (Lyon, 21 de febrero de 1844 - París, 12 de marzo de 1937), fue un compositor y organista francés célebre particularmente por sus diez sinfonías para órgano. El último movimiento, "tocata", de su Sinfonía n.º 5 es una de las piezas más conocidas del repertorio organístico mundial. Ocupó el puesto de organista en el Órgano de la Iglesia de San Sulpicio de París durante 64 años.
Compuso música para diversas combinaciones instrumentales y vocales. Sin embargo, se lo recuerda principalmente por sus diez sinfonías para órgano, inspiradas en el órgano Cavaillé-Coll de Saint-Sulpice en París, estas obras revolucionaron el arte de tocar y componer música de órgano en Francia. La adaptación de Widor de la sinfonía al órgano fue posible gracias al desarrollo en la construcción que tuvo este instrumento durante el período romántico francés, iniciada por el constructor de órganos Aristide Cavaillé-Coll, quien reformó de sobremanera al instrumento, ya que ahora los mismos podían emular una multitud de colores y timbres orquestales, y el organista podía realizar crescendos y diminuendos suaves, lo que permitía nuevas posibilidades expresivas, Widor fue el primer compositor en escribir sinfonías para órgano.
Tuvo una fructífera carrera como intérprete que se extendió durante ocho décadas, y una destacable actividad pedagógica habiendo tenido como estudiantes a futuros músicos notables como Darius Milhaud, Albert Schweitzer, Marcel Dupré y Louis Vierne.

## Biografía

### Primeros años
Chalres-Marie Widor nació el 21 de febrero de 1844 en Lyon, Francia, hijo de François Charles Widor (1811-1899) y Françoise Élisabeth Peiron (1817-1899) una familia alsaciana con raíces húngaras. Recibió sus primeras clases de música por parte de su padre, quién fue organero y organista de la iglesia Saint-François-de-Sales entre 1838 y 1889. A los once años de edad sus habilidades como organista eran tales que logró ser nombrado organista en su ciudad natal, Lyon. Sus estudios musicales siguieron un camino poco habitual, en lugar de ir al Conservatorio de Paris, el famoso organero Aristide Cavaillé-Coll (un amigo de su familia) lo motivó a estudiar en Bruselas, en forma privada con Jacques-Nicolas Lemmens (entre cuyos alumnos franceses ya se contaba Alexandre Guilmant) y con François-Joseph Fétis. Lemmens había estudiado con un alumno de Johann Sebastian Bach, por lo tanto, la tradición alemana de interpretación de Bach formó parte de la columna vertebral del trabajo de Widor con Lemmens. De regreso en París, Cavaillé-Coll promovió a su discípulo, presentándole a Franz Liszt, Gioachino Rossini y Camille Saint-Saëns. La calidad de la interpretación de Widor durante su juventud fue tal, que fue invitado a participar en las prestigiosas inauguraciones de los órganos de la Catedral de Notre-Dame y La Trinité, y en 1869 se convirtió en el asistente de Saint-Saëns en la Iglesia de la Madeleine.

### Organista de la Iglesia de Saint-Sulpice
Fue nombrado sucesor de Lefébure-Wély en 1870, cargo que ocuparía durante los siguientes sesenta y cuatro años, entre sus primeros ayudantes se encontraban Gabriel Fauré y Messager. Tras la muerte de Lefébure-Wély el 31 de diciembre de 1869, Widor fue propuesto como su sucesor para el cargo de organista titular en el Órgano de la Iglesia de San Sulpicio, tuvo el apoyo de Saint-Saëns, Charles Gounod y Aristide Cavaillé-Coll. Hubo algunas oposiciones al respecto: los feligreses protestaron por su juventud, en ese momento tenía 26 años, y argumentaron que "su nombre suena alemán", en un contexto de creciente tensión donde pocos meses después estallaría la guerra franco-prusiana. El párroco lo contrató por un año de prueba. Pero al término de ese periodo, ni Widor ni el párroco abordaron el tema de su condición, por lo que Widor se jubiló como organista temporal el 31 de diciembre de 1933, siendo organista durante 64 años.
Fue el organista que inauguró los nuevos instrumentos de la Catedral de Notre-Dame y La Trinité. Ser organista titular en Saint-Sulpice le permitió disponer del instrumento más grande de Francia. Gracias a este instrumento pudo desarrollar un nuevo estilo, inspirado en la escritura orquestal, que se puede ver en sus sinfonías para órgano: las ocho primeras (op. 13 y 42), la Sinfonía gótica op. 70 (1895) y la Sinfonía romana op. 73 (1900). La sinfonía como forma orquestal estaba bien establecida a fines del siglo XIX, pero Widor fue el primer compositor en escribir obras similares para órgano. La adaptación de Widor de la sinfonía al órgano fue posible gracias al desarrollo de la tradición del órgano romántico francés, iniciada por el organero Aristide Cavaillé-Coll, quien reformó de sobremanera el instrumento. Los órganos ahora podían emular una multitud de colores y timbres orquestales, y el organista podía realizar crescendos y diminuendos suaves, lo que permitía nuevas posibilidades expresivas. Si bien hay algunos precursores, la Grande pièce symphonique de César Franck o la Symphonie pour piano op. 39, y las fantasías para órgano de Franz Liszt y Julius Reubke, frecuentemente se cita a Widor como el primero en transferir completamente el género sinfónico de la orquesta al órgano.
Tras la muerte de Franck en 1890, Widor se hizo cargo de su clase de órgano en el Conservatorio de París hasta 1896. Widor reformó la cátedra y, como consecuencia, fue el fundador de la nueva escuela francesa. Al igual que su predecesor, le dio gran importancia al arte de la improvisación. En 1896 fue nombrado profesor de composición, contrapunto y fuga y entre sus alumnos se encontraban Arthur Honegger, Edgar Varèse, Darius Milhaud, Albert Schweitzer, Marcel Dupré y Louis Vierne.
Fue miembro del Instituto de Francia en 1910.
Fue un ferviente defensor de la música de Bach y junto a Albert Schweitzer, alumno de Widor, editaron las obras completas para órgano de Bach, Schweitzer además se encargó de difundir los ideales de Widor.
Widor Fue nombrado Caballero de la Legión de Honor en 1892, y ascendió de rango a Gran Oficial en 1933. Fue presidente del jurado en la sección musical en los concursos de arte de los Juegos Olímpicos de París 1924.

### Últimos años
En sus últimos años de vida llegó a registrar en 1932 una grabación de su "Toccata". Como hubo algunos problemas con la ubicación de los micrófonos y la acústica de la iglesia, la sesión de grabación duró hasta la medianoche.
El 31 de diciembre de 1933, a los 89 años, Widor se jubiló de su puesto como organista en Saint-Sulpice. Tenía problemas y debilidad en brazos, manos y piernas. Según informó a Marcel Dupré: "he perdido mi técnica". Widor había sido organista durante 64 años y el cardenal Verdier lo nombró organista honorario. La parroquia añadió dos registro de pedal adicionales al órgano que Widor siempre había deseado, pero en 1934 ya no podía subir los escalones hasta el desván del órgano.
A pesar de sus problemas físicos y de salud, Widor siguió componiendo y en 1934 produjo su última obra para órgano titulada Trois Nouvelles Pièces, Op. 87. Aún seguía cumpliendo con sus funciones en la Académié des Beaux-Arts, pero su actuación como director en una interpretación de su Sinfonía n.º 3 en Saint-Sulpice fue descrita como «una auténtica catástrofe. Ya no tenía fuerzas para levantar el brazo, pero con un esfuerzo desesperado insistió en llegar hasta el final». La parálisis de su brazo derecho tomó un estado crítico.
Según uno de sus alumnos, el organista y también médico Albert Schweitzer, quién cumplía labores médicas en África, contó que cuando retorno brevemente de aquel continente, se encontró con que: "el brazo derecho de Widor le estaba causando muchos problemas". Schweitzer concluyó que Widor sufría "un envenenamiento muy lento em la sangre; los tejidos ya no tienen fuerza para renovarse. Creo que aún podría vivir unos dos años".

### Labores culturales
En 1914 fue elegido secretario permanente de la Academia de Bellas Artes. En 1921 fundó el Conservatorio Americano de Fontainebleau, en cuyo cargo estuvo hasta 1934, cuando Maurice Ravel asumió. En 1916, Widor introdujo la idea de fundar la Casa de Velázquez, un equivalente a la Villa Médici, donde los artistas franceses pudieran estudiar la cultura española. El rey Alfonso XIII de España apoyó el proyecto, y eligió el lugar de Madrid que fue cedido a Francia. Tras muchas negociaciones burocráticas, el proyecto finalmente se hizo realidad en mayo de 1935 y Widor asistió personalmente a la ceremonia de inauguración. Junto con su médico Lereboullet y su esposa, Widor incluso logró crear una atmósfera de calma política bajo la tensión creciente de la guerra civil española. Esta fue la última aparición pública importante de Widor, ya que estuvo confinado en esta casa durante los últimos 18 meses de su vida.

### Muerte
Widor murió el viernes 12 de marzo de 1937 y, según sus deseos, su ataúd fue llevado a la iglesia en la oscuridad de la tarde. Sus amigos y parientes se reunieron en la nave de la iglesia mientras Marcel Dupré tocaba música de Johann Sebastian Bach. Al día siguiente la clase dirigente francesa acudió en masa a rendirle homenaje. Al final, Dupré tocó la Sinfonía Romana y el ataúd fue llevado a su lugar de descanso final en la cripta detrás de una sencilla reja de madera. Widor había dejado instrucciones específicas para preparar su funeral. Rechazó un funeral de Estado y optó por una sencilla Misa de Réquiem con canto llano en Saint-Sulpice.

## Vida privada
Estuvo soltero hasta que a los setenta y seis años, se casó con Mathilde de Montesquiou-Fézensac, cuarenta años menor que él.

## Sinfonías para órgano
Sus obras para órgano, novedosas en cuanto a su forma, han sido muy comentadas por los entendidos. Las dos producciones que lo dieron a conocer al público en general fueron el ballet La korrigane, interpretado en la Ópera en diciembre de 1881, y Jeanne d’Arc, una gran pantomima musical que se representó en el Hipódromo en junio de 1890.
Hugues Imbert, 1894.

Si bien Widor compuso gran variedad de música, es muy conocido por sus diez sinfonías para órgano. Estas piezas pueden dividirse básicamente en tres grupos estilísticos distintos: las sinfonías 1 a 4 son más bien suites y representan las primeras etapas de la carrera de Widor. El compositor realizó muchas revisiones de ellas en años posteriores. Las sinfonías 5 a 8 son sinfónicas en su alcance, pues son obras extensas con movimientos contrastantes y temas comunes entrelazados a lo largo de ellas. Estas sinfonías también son las más aventureras en sus exploraciones de los nuevos instrumentos románticos de construidos por Cavaillé-Coll. Finalmente, las sinfonías 9 y 10 son las únicas que tienen títulos programáticos: "Gothique" y "Romane". Estas obras, escritas entre 1895 y 1900, son más reflexivas e incorporan el canto gregoriano como material temático.
El desarrollo de la sinfonía para órgano por parte de Widor fue un paso innovador en la historia de la música para órgano, produjo además que futuros compositores en Francia y en otros países, siguieran explorando las posibilidades del órgano como orquesta unipersonal. El movimiento organero romántico floreció en todo el mundo hasta bien entrado el siglo XX e inspiró muchas obras escritas para el instrumento.

## Composiciones

### Obras sinfónicas
- Sinfonía n.º 1 op. 16 (1870, Durand) - Orquesta
- Concierto de piano n.º 1 op. 39 (1876, Hamelle) - Orquesta y Piano solo
- Concierto de violín (1877) - Orquesta y Violín solo[12]
- Concierto de Cello op. 41 (1882, Hamelle) - Orquesta y Chelo solo
- Sinfonía para órgano y orquesta op. 42 (1882, A-R Editions) - Orquesta y órgano solo (arr. por Widor de los movimientos del Op. 42)
- Canto secular op. 49 - (1881, Hamelle) - Soprano, Coro y orquesta
- Sinfonía n.º 2 op. 54 (1882, Heugel) - Orquesta
- La noche de Walpurgis - poema sinfónico op. 60 (1887, Hamelle) - Coro y Orquesta
- Fantasía op. 62 (1889, Durand) - Piano y Orquesta
- Suite,  Conte d'avril (Cuento de Abril), op. 64 (1892, Heugel) - Orquesta
- Sinfonía n.º 3 op. 69 (1894, Schott) - Órgano and Orquesta
- Coral y Variaciones op. 74 (1900, Leduc) - Arpa and Orquesta
- Concierto de Piano n.º 2 op. 77 (1906, Heugel) - Piano and Orquesta
- Sinfonía sacra op. 81 (1908, Otto Junne) - Órgano and Orquesta
- Sinfonía antigua op. 83 (1911, Heugel) - Solistas, Coro, Órgano and Orquesta
- Obertura española (1897, Heugel) - Orquesta

### Órgano solo
- Sinfonía para órgano n.º 1 op. 13 (1872, Hamelle)
- Sinfonía para órgano n.º 2 op. 13 (1872, Hamelle)
- Sinfonía para órgano n.º 3 op. 13 (1872, Hamelle)
- Sinfonía para órgano n.º 4 op. 13 (1872, Hamelle)
- Marcha americana (transc. by Marcel Dupré: n.º 11 from 12 Feuillets d’Album op. 31, Hamelle)
- Sinfonía para órgano n.º 5 op. 42 n.º 1 (1879, Hamelle)
- Sinfonía para órgano n.º 6 op. 42 n.º  2 (1879, Hamelle)
- Sinfonía para órgano n.º 7 op. 42 n.º 3 (1887, Hamelle)
- Sinfonía para órgano n.º 8 op. 42 n.º 4 (1887, Hamelle)
- Marcha Nupcial op. 64 (1892) (transc., from Conte d'Avril, Schott)
- Sinfonía Gótica para órgano [n.º 9], op. 70 (1895, Schott)
- Sinfonía Romana para órgano [n.º 10], op. 73 (1900, Hamelle)
- Bach's Memento (1925, Hamelle)
- Suite Latina op. 86 (1927, Durand)
- Tres Nuevas Piezas op. 87 (1934)

### Obras de cámara
- 6 Dúos op. 3 - Piano y Armonio (1867, Regnier-Canaux/Renaud/Pérégally & Parvy/Schott)
- Humoresque op. 3 n.º 1 - Violín, Violonchelo y Piano (arr. Widor) (Pérégally & Parvy)
- Cantabile op. 3 n.º 2 - Violín, Violonchelo y Piano (arr. Widor) (Pérégally & Parvy)
- Nocturno op. 3 n.º 3 - Violín, Violonchelo y Piano (arr. Widor) (Pérégally & Parvy)
- Serenata op. 3 n.º 4 - Violín, Violonchelo y Piano (arr. Widor) (Pérégally & Parvy)
- Quinteto para Piano n.º 1 op. 7 (1868, Hamelle)
- Serenata op. 10 (1870, Hamelle) - Piano, Flauta, Violín, Chelo and Armonio
- Trío para piano op. 19 - Piano, Violín and Chelo (1875, Hamelle)
- 3 Piezas op. 21 - Chelo and Piano (1875, Hamelle)
- Suite op. 34 - Flauta and Piano (1877, Hamelle; 1898, Heugel)
- Romance op. 46 - Violín and Piano
- Sonate n.º 1 op. 50 - Violín and Piano (1881, Hamelle)
- Noches de Alsacia - 4 Dúos op. 52 - Violín, Chelo and Piano (1881, Hamelle)
- Cavatine op. 57 - Violín and Piano (1887, Hamelle)
- Cuarteto para Piano Op. 66- Violín, Viola, Chelo and Piano (1891, Durand)
- Piano Quintet n.º 2 op. 68 - 2 Violíns, Viola, Chelo and Piano (1894, Durand)
- Introducción et Rondo op. 72 - Clarinet and Piano (1898, Leduc)
- Suite op. 76 - Violín y Piano (1903, Hamelle)
- Sonate op.79 - Violín y Piano (1906, Heugel)
- Sonate op. 80 - Chelo y Piano (1907, Heugel)
- Salvum fac populum tuum op. 84 - 3 Trompetas, 3 Trombones, Tambor y Órgano (1917, Heugel)
- 4 Piezas - Violín, Chelo and Piano (1890)
- 3 Piezas - Oboe and Piano (1891)
- Suite - Chelo and Piano (1912)
- Suite Florentina - Violín y Piano (1920)

### Piano solo
- Variaciones de concierto sobre un tema original op. 1 (1867, Heugel)
- Serenata op. 3 n.º 4 (arr. Leistner) (Hamelle)
- Aires de ballet op. 4 (1868, Hamelle)
- Scherzo-vals op. 5 (1868, Hamelle)
- La Barque (Fantasía italiana) op. 6 (1877, Durand)
- Le Corricolo (Fantasía italiana) op. 6 (1877, Durand)
- Capricho op. 9 (1868, Hamelle)
- 3 Valses op. 11 (1871, Hamelle)
- Impromptu op. 12 (1871, Hamelle)
- 6 Morceaux de salon op. 15 (1872, Hamelle)
- Preludio andante et final op. 17 (1874, Hamelle)
- Scènes de bal op. 20 (1875, Hamelle)
- 6 Valses caractéristiques op. 26 (1877, Hamelle)
- Variations sur un thème original op. 29 (revisión de op. 1) (1877, Hamelle)
- 12 Feuillets d’album op. 31 (1877, Hamelle)
- [Cinq Valses] op. 33 (Hamelle)
- Dans les bois op. 44 (1880, Hamelle)
- Pages intimes op.48 (1879, Hamelle)
- Suite polonaise op. 51 (1881, Hamelle)
- Suite op. 58 (1887, Hamelle)
- Carnaval, doce Piezas para piano op. 61 (1889, Hamelle)
- Nocturno, de Cuentos de Abril op. 64
- [5 Valses] op. 71 (1894, Hamelle)
- Suite Escocesa op.78 (1905, Joseph Williams)
- Introducción (Hamelle)
- Intermezzo (Hamelle)

### Canciones y obras corales
- O Salutaris op. 8 (1868, Hamelle) - Contralto or Baritone, Violín, Chelo and Órgano
- 6 Mélodies op. 14 (1872, Hamelle)- Voice and Piano
- Tantum ergo op. 18 n.º 1 (1874, Hamelle) - Baritone Choir, SATB Choir and Organo
- Regina coeli op. 18 n.º 2 (1874, Hamelle) - Baritone Choir, SATB Choir and Organo
- 6 Mélodies op. 22 (1875, Hamelle) - Voice and Piano
- Quam dilecta tabernacula tua op. 23 n.º 1 (1876, Hamelle) - Baritone Choir, SATB Choir, Choir Organo and Grand Organo
- Tu es Petrus op. 23 n.º 2 (1876, Hamelle) - Baritone Choir, SATB Choir, Choir Organo and Grand Organo
- Surrexit a mortuis (Sacerdos et pontifex) op. 23 n.º 3 (1876, Hamelle) - SATB Choir, Choir Organo and Grand Organo
- Ave Maria op. 24 (1877, Hamelle) - Mezzo-Soprano, Arpa and Organo
- 3 Coroes op. 25 (1876, Hamelle) - SATB Choir
- 3 Mélodies op. 28 - (1876, Hamelle) - Voice and Piano
- 2 Dúos op. 30 - (1876, Hamelle) - Soprano, Contralto and Piano
- 3 Mélodies italiennes op. 32 (1877, Hamelle) - Voice and Piano
- 3 Mélodies italiennes op. 35 (1878, Hamelle) - Voice and Piano
- Messe op. 36 (1878, Hamelle) - Baritone Choir, SATB Choir, Choir Organo and Grand Organo
- 6 Mélodies op. 37 (1877, Hamelle) - Voice and Piano
- 2 Dúos op. 40 (1876, Hamelle) - Soprano, Contralto and Piano
- 6 Mélodies op. 43 (1878, Hamelle) - Voice and Piano
- 6 Mélodies op. 47 (1879, Hamelle) - Voice and Piano
- 6 Mélodies op. 53 (1881, Hamelle) - Voice and Piano
- Ave Maria op. 59 (1884, Hamelle) - Voice, Arpa and Organo
- O salutaris op. 63[bis] (1889, Hamelle) - Voice, Violín, Cello and Organo
- Soirs d'été op. 63 (1889, Durand) - Voice and Piano
- Ecce Joanna, Alleluia! (Schola Cantorum) - SATB Choir and Organo
- Psalm 112 (1879, Hamelle) - Baritone Choir, SATB Coro, Choir Organo, Grand Organo y Orquesta
- Chansons de mer op. 75 (1902)
- Da Pacem (1930, Durand) - SATB Coro y Órgano o Piano
- Non Credo (1890, Durand) - Voz y Piano

### Música de teatro
- Le capitaine Loys (ca. 1878, unpublished) - Ópera Cómica
- La korrigane (1880, Hamelle) - Ballet
- Maître Ambros: drama lírico en 4 actos y 5 cuadros de François Coppée y Auguste Dorchain Op.56 (versión de piano publicada por Heugel, 1886) - Ópera
- Conte d'avril op. 64 (1885; 1891, Heugel) - Música Incidental
- Les pêcheurs de Saint-Jean : drama lírico en 4 actos (1895; 1904, Heugel) - Ópera
- Nerto: drama lírico en 4 actos (1924, Heugel) - Ópera